# Архимандрит Гаврило (Марић)
Гаврило (световно Видосав Марић; Вишњићево код Шида, 28. јун 1949 — Манастир Привина Глава, 21. децембар 2017) био је српски игуман Манастира Привина Глава.

## Биографија
Настојатељ, игуман Гаврило (Марић), рођен је у Вишњићеву код Шида 28. јуна 1949. године, крштено му име Видосав. Као тринаестогодишњи дечак напустио је родитељски дом и пребивао у неколико девастираних фушкогорских манастира. У Македонији је 1966. године замонашен и рукоположен у јерођакона, а две године касније 1969. године у чин јеромонаха. Боравио је у манастирима Кучевиште, Лешок, Гаврилово Бјело и Ковиљ. Од 1978. године по благослову епископа сремског Василија Вадића постао је део братства у Манастиру Привина Глава.
За игумана Манастира Привина Глава га је поставио Његово Преосвештенство Епископ сремски господин Василије 2002. године, после смрти игуманије Софије. Приликом освећења цркве Покрова Пресвете Богородице у Привиној Глави 14. октобара 2005. године, игуман Гаврило је одликован правом ношења напрсног крста и звање архимандрита.
Умро је у четвртак, 21. децембара 2017. године, у Манастиру Привина Глава код Шида где је и сахрањен.